# Hankuni, Homnabad
Hankuni là một làng thuộc tehsil Homnabad, huyện Bidar, bang Karnataka, Ấn Độ.